# Lagoon Boy
Lagoon Boy (Chico de Lago en inglés) es un superhéroe publicado por DC Comics.  Su nombre y apariencia son referencias al personaje principal de la clásica película de terror Creature from the Black Lagoon.

## Historial de publicaciones
Apareció por primera vez en Aquaman vol. 5 #50 (diciembre de 1998), y fue creado por Erik Larsen.

## Biografía del personaje ficticio
Ningún escritor ha proporcionado todavía una historia de origen para Lagoon Boy. En su primera aparición, se le permite entrar a la Atlántida, como parte de un intento por Aquaman para hacer a la Atlántida más abierta a los que viven fuera de la ciudad concediéndoles la ciudadanía. Su presencia es recibida con protestas por muchos atlantes elitistas. Lagoon Boy llega a la ceremonia de ciudadanía en el día del matrimonio del Rey Orin y Reina Mera. Si bien ahí se hace amigo de Blubber, una ballena humanoide con un CI genial y su asistente, Sheeva la Sirena. Aquaman #54 revela que los tres personajes han empezado a llamarse "Los Amantes de la Tierra", pues eran criaturas submarinas que estaban fascinadas con el mundo sobre el agua. Blubber crea un dispositivo que le permite a los atlantes ver la televisión del mundo de la superficie, y el trío se encamina al mundo de la superficie para explorarlo y compararlo con las emisiones de televisión que habían visto. Su aspecto crea un gran disturbio y la guardia costera es llamada rápidamente. Aquaman rescata a los Amantes de la Tierra de la persecución y los envía de vuelta a la Atlántida.
Después de que el trabajo de Erik Larsen con Aquaman terminó, los Amantes de la Tierra no reaparecieron en Aquaman. Lagoon Boy fue usado poco antes del final del trabajo de Larsen por el escritor Chuck Dixon, que escribió el Young Justice Especial #1 Batman: No Man's Land. En la historia, los miembros masculinos de Justicia Joven (Superboy, Robin e Impulse), se dirigen a Gotham City y se reúnen con Lagoon Boy. Todos ellos se unen para detener a Kobra. Lagoon Boy vuelve a aparecer en Young Justice: Sins of Youth, donde envejece hasta la edad adulta. Él ayuda a Justicia Joven a enfrentarse contra Klarion el Niño Brujo y Manta Negra, y ayuda a la Liga de la Justicia y a los Titanes a poner fin a la mezcla salvaje de ciencia y magia que había estado causando las transformaciones.
Lagoon Boy más tarde muestra la capacidad de ordenar, o al menos contar con la ayuda de, las ballenas jorobadas con el fin de provocar una ventisca en la orilla de la nación rebelde de Zandía, ayudando a Justicia Joven en el proceso. Robin y Lagoon Boy se unen para evitar que un monstruo marino dañe el Puerto de Gotham y lo obligan a volver al mar. Lagoon Boy fue mostrado brevemente en Infinite Crisis como El Espectro causa estragos en el pueblo de la Atlántida. Se le muestra luchando contra el Espectro junto a muchos atlantes y sus aliados. Lagoon Boy es uno de los pocos sobrevivientes después de que el Espectro aplasta la ciudad.
Más de un año después de que Justicia Joven se disuelve, Lagoon Boy es contratado junto a varios otros héroes adolescentes oscuros como parte de un equipo de spin-off de los Jóvenes Titanes conocidos como Titans East. Desafortunadamente, él y el resto de los Titanes son heridos de gravedad tras ser atacados por los hijos de Trigon en un ejercicio de entrenamiento de rutina.
En un lugar escena pocas horas antes de los sucesos de Blackest Night, el antiguo compañero de Lagoon Boy, Halcón II visita la Torre de los Titanes y le dice con enojo a Cyborg que Lagoon Boy todavía está en coma.
En 2011, DC Comics reinició el Universo DC en "The New 52". Lagoon Boy apareció como miembro de los Teen Titans cinco años en el futuro.
Durante la historia de "Heroes in Crisis", se ve a Lagoon Boy en Sanctuary, donde está lidiando con el trauma de las muertes cuando un misterioso asaltante masacró a sus compañeros de equipo en el equipo Titanes del Este. Él está entre los héroes que fueron asesinados por un asaltante misterioso y fue encontrado con un cuchillo en el pecho.

## Poderes y habilidades
Lagoon Boy es un chico anfibio. Es pequeño en estatura, pero fuerte, rápido y duradero. Su cuerpo está cubierto de escamas verdes y aletas y tiene garras afiladas y dientes. Cuando se emociona, Lagoon Boy también tiene la capacidad de explotar como un pez globo, lo que le hace parecer mucho más grande y más intimidante, y desarrollar púas que pueden causar un gran dolor a otros oponentes que se cruzan en su camino. 
Lagoon Boy descubre un cuerno de concha que le permite llamar a su Spotty, un animal monstruoso de la zanja submarina llamada el Abismo del Diablo. Lagoon Boy también ha mostrado la capacidad de comandar a las ballenas jorobadas. En este punto, no está claro cuánto control tiene sobre ellas. También podía conjurar y moldear agua en cualquier forma que le pareciera, usándola como un dispositivo de desecho para alcanzar un Powerboy volador.
Aunque no es un superpoder de por sí, también tiene acceso a la riqueza adquirida de los buques y ciudades sumergidas.

## Otras versiones
Lagoon Boy aparece en Teen Titans Go! #52 como un alias alternativo de Robby Reed. Desconocido para tanto Robby y los Titanes, su H-Dial toma prestado el poder de cualquier héroe que está muy cerca de él, y se convierte así en Lagoon Boy cuando Aqualad está cerca.

## En otros medios

### Televisión
- Un personaje atlante en la serie animada Teen Titans llamado Tramm tiene rasgos similares a Lagoon Boy, incluyendo la capacidad para inflar su cuerpo para mejorar su fuerza.

- Lagoon Boy aparece en Young Justice episodio "Descanso" con la voz de Yuri Lowenthal. Se le muestra como un estudiante en el Conservatorio de Brujería junto a Lori Lemaris. En "Feliz Año Nuevo", se muestra que Lagoon Boy se ha unido al equipo y también está en una relación con Miss Martian. Ella se refiere a él como La'gaan mientras que él se refiere a ella como "Pez Ángel". Lagoon Boy a menudo sale de su manera para hacer propuestas románticas hacia Miss Martian en presencia de Superboy, su antiguo interés amoroso, lo que resulta en la fricción entre los dos chicos. Cuando se encuentra con Aqualad en "Alienados," él es el único que no le muestra compasión, optando por atacarle por traicionar a sus amigos. Es propenso a utilizar argots o eufemismos atlantes en las conversaciones, por lo general cuando lo atrapan con la guardia baja, como "¡Por la barba de Neptuno!" En "Profundidades" Laguna es capturado por las fuerzas de Manta Negra defendiendo un satélite, donde fue noqueado por Aqualad. Aqualad le ordena a los hombres de Manta Negra que entreguen a Lagoon Boy al nuevo Compañero de la Luz; más tarde se reveló que era un intento de Aqualad (que sólo se hace pasar por un traidor, como parte de una operación encubierta) para evitar que maten a Lagoon Boy sin revelar la cobertura de Aqualad. En "Antes del Amanecer" los Reach experimentan sobre él, quienes explican que a pesar de sus diferencias físicas, él técnicamente es humano y por lo tanto un candidato metagen viable. Es liberado junto con Chico Bestia e Impulse pero luego es noqueado por Black Beetle. Su cuerpo inconsciente es arrastrado a la bionave del Equipo y salva a Blue Beetle de morir ahogado después de que este volado de la nave de los Reach. En "Arreglado" es emboscado junto con Miss Martian por Deathstroke y su asistente Tigresa (en secreto la exmiembro del equipo Artemis), que persigue a Miss Martian por orden de Manta Negra. A pesar de sus intentos de defender a su novia, Lagoon Boy es noqueado y su pierna malherida. Él aparece de nuevo en "Intervención", donde su pierna se haya recuperado. Sin embargo Miss Martian ha llegado a la conclusión de que simplemente lo estaba usando y que su relación no es justa para ninguno de ellos. Luego, rompe con él. Lagoon Boy asiste al Equipo en su intento de capturar la Luz en "Cumbre" y luego evitar el arma del día del juicio de los Reach de "Fin del juego". Para ello, se emparejó con Aqualad, quien había revelado su verdadera cara y unido al Equipo. Al principio, Lagoon Boy no estaba contento con él, hasta que Aqualad explicó que había esperado a que Lagoon Boy tomara su lugar en el Equipo en su ausencia, y así, reparar su amistad. Entre las temporadas 2 y 3 durante el salto de dos años, Lagoon Boy dejó el equipo, regresó a Atlantis y se unió a la guardia real. En la temporada 4, se revela que es bisexual y está en un matrimonio poliamoroso a tres bandas con Coral y Rodunn con un bebé. Participa en la misión de localizar a Ocean Master y luego acompaña a Kaldur, Wyynde y Delphis en la búsqueda de la corona perdida de Arion. Durante este tiempo, Lagoon Boy expresa su arrepentimiento y remordimiento por el trato injusto hacia Superboy tras su muerte y se siente mal por el dolor y la pena de Aqualad y Miss Martian por perderlo. Lagoon Boy luego es elegido para unirse a la Liga de la Justicia como el tercer Aquaman junto a Orin y Kaldur.

### Misceláneos
- En el número catorce del cómic Young Justice, el nombre de Lagoon Boy se da como La'gaan.